# الحياة البرية في المغرب

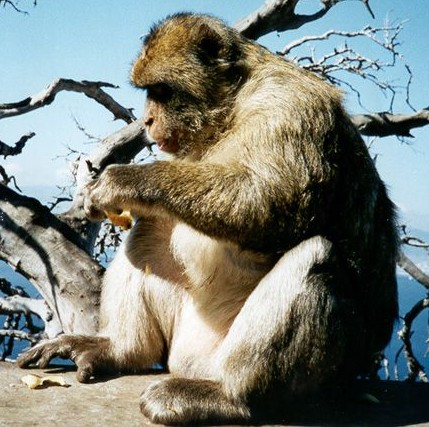
مكاك بربري

تتكون الحياة البرية في المغرب من النباتات والحيوانات، ويُعرف بتنوعه البيولوجي الغني. يضم البلد ما يقرب من 454 نوعًا من الطيور، بالإضافة إلى العديد من الثدييات والزواحف والكائنات الأخرى.

## الفونا
يعد المكاك البربري واحدا من أشهر الثدييات المغربية وهو القرد الوحيد في أفريقيا الموجود شمال الصحراء الكبرى، حيث يوجد في الغابات والأجزاء النائية من الريف والأطلس المتوسط والأطلس الكبير وكذلك على صخرة جبل طارق في أقصى جنوب أوروبا، وأعداده آخذة في التناقص بالمغرب حيث يتقلص موطنه بسبب قطع الأشجار، وإفساح مجال للمحاصيل، والرعي الجائر.
تشمل الثدييات الكبيرة الأخرى حيوان الضأن، والغزال، والخنزير البري، لكن بأعداد ليست وفيرة. تشمل الحيوانات آكلة اللحوم الفنك، وقط الرمال، وابن عرس الصغير، وابن عرس المخطط الصحراوي، والنمس المصري، والضبع المخطط، وفقمة البحر المتوسط. تشمل الثدييات الأصغر حجمًا القواع الصحراوي، والأرنب الأوروبي، والشيهم المبذول، والسنجاب الأرضي، والعضلان، والجرد، واليربوع، والجرذ، والفأر. هناك أكثر من عشرين نوعًا من الخفافيش وعشرات الأنواع من الحيتان والدلافين. المغرب غني بالزواحف حيث تم تسجيل أكثر من تسعين نوعًا منها، وتشمل الثعابين الصغيرة، وأبراص الحائط المغاربية، وسحالي الجدار الإيبيرية [الإنجليزية]. أما البرمائيات فتشمل الضفادع البربرية [الإنجليزية]، والضفادع المطلية المتوسطية [الإنجليزية].